# Francis Chichester
Sir Francis Charles Chichester KBE (1901. szeptember 17. – 1972. augusztus 26.) brit üzletember, úttörő repülő és egyéni tengerész.
Erzsébet királynő lovaggá ütötte, mert 1966–1967-ben kilenc hónap és egy nap alatt ő volt az első ember, aki egyedül vitorlázta körbe a világot klipperes útvonalon és a leggyorsabb körülhajózóként.

## Életrajza

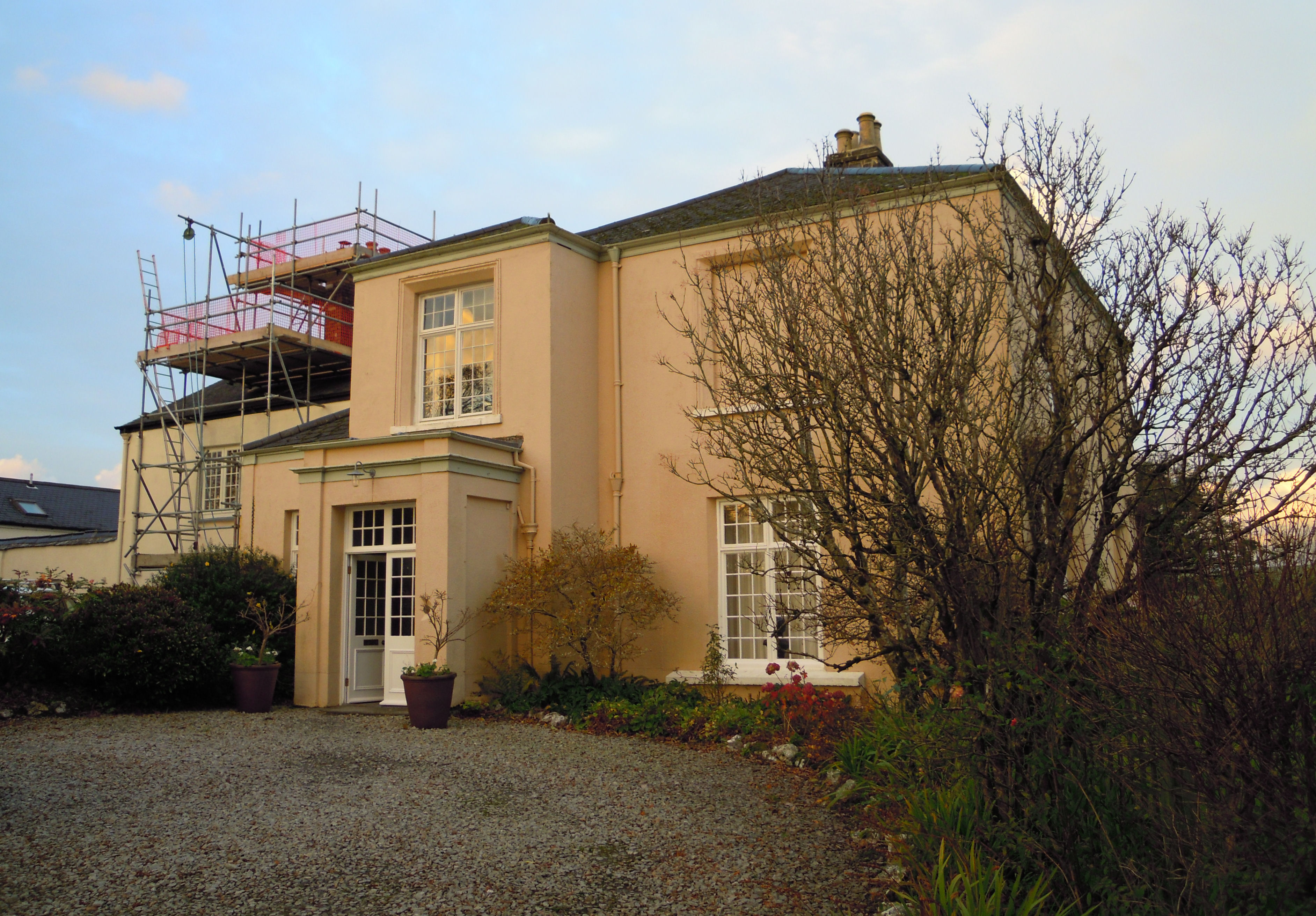
Az egykori shirwelli paplak, Francis Chichester szülőhelye, 2017-ben fényképezték.

Chichester az angliai devon-i Barnstaple melletti shirwelli paplakban született az Anglikán Egyház egyik papjának, Charles Chichesternek a fiaként, aki maga Sir Arthur Chichester, a 8. báró hetedik fia. Édesanyja Emily Annie volt, Samuel Page lánya. Hatéves korában a The Old Ride Preparatory Schoolba küldték bentlakásosnak, majd az első világháború alatt a Marlborough College-ba járt. Tizennyolc évesen Chichester Új-Zélandra emigrált, ahol tíz év alatt virágzó vállalkozást épített fel erdőgazdaság, bányászat és ingatlanfejlesztésben, de súlyos veszteségeket szenvedett el a nagy gazdasági világválságban.
Pilóta

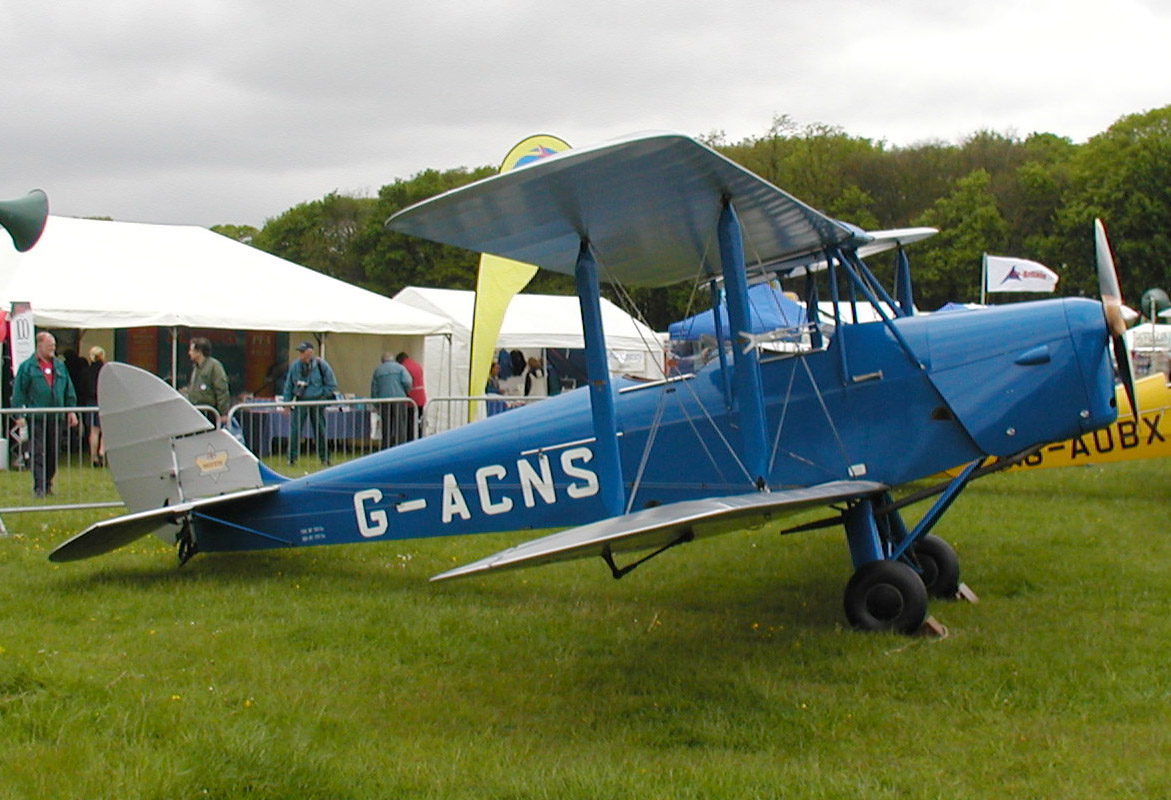
Gipsy Moth

Miután 1929-ben visszatért Angliába, hogy meglátogassa családját, Chichester repülőleckéket vett a Brooklands-ben, Surrey-ben, és pilóta képesítést szerzett. Ezután átvett egy de Havilland Gipsy Moth repülőgépet, amellyel Új-Zélandra akart repülni, abban a reményben, hogy útközben megdönti Bert Hinkler egyedüli repülésének rekordját Ausztráliába. Bár a mechanikai problémák miatt a rekord elkerülte, 41 nap alatt teljesítette az utat. A repülőgépet ezután Új-Zélandra szállították. Miután megállapította, hogy nem tud elegendő üzemanyagot szállítani a Tasman-tenger közvetlen átkeléséhez, Chichester Gipsy Moth-ját (Gyapjaslepke) az új-zélandi légierőtől kölcsönzött úszókkal szerelte fel, és folytatta az első egyéni repülést a Tasman-tengeren keletről nyugatra. (Új-Zélandtól Ausztráliáig). Ő volt az első, aki leszállt repülőgéppel Norfolk-szigeten és Lord Howe-szigeten. Az utazás ismét késett: miután Lord Howe-nál súlyosan megsérült a repülőgépe, a szigetlakók segítségével magának kellett újjáépítenie.
Bár a "pályán kívüli navigáció" fogalma (egy oldalra kormányzás, hogy tudja, merre van a hiba) valószínűleg egyidős a navigációval, Chichester volt az első, aki ezt módszeresen használta egy repülőgépen. Egyetlen módszere a helyzetének rögzítésére az volt, hogy szextánssal földrajzi szélességet mért. Egyedülálló pilótaként ezt nehéz volt megtenni egy mozgó repülőgépen, mivel egyszerre kellett repülnie is a géppel. A Nap szögének felvétele után hosszú kézi számításokat kellett végeznie. Mivel mindez megbízhatatlan lehet, Chichesternek alternatívára volt szüksége. Amikor elért egy olyan pontot, ahol a Nap a látóhatár feletti számított magasságban volt, a pilóta ezután 90 fokos fordulatot tett balra (vagy a számítás szerint jobbra), majd ezen a vonalon repült, amíg el nem érte a célt. Mivel nem tudta előre, hogy mikor érkezik meg az úticélján áthaladó pozícióvonalhoz, táblázatot vagy grafikont számított ki a Nap magasságáról és azimutról az úticéljában. Ennek a módszernek az volt az előnye, hogy a sodródás hatása a megtett távolság hibáira csökkent. Mivel Chichester délután érkezett Lord Howe szigetére, a Nap tőle északnyugatra járt, amikor ráfordult. Néhány órával azelőtt, hogy sorra került volna, közel a déli órákhoz, amikor a Nap tőle északra járt, Chichester két megfigyelést végzett a szextánsával, hogy ellenőrizze irányát.
Az általános elv az volt, hogy ha a Nap az iránytól jobbra vagy balra van, akkor az irányt lehet ellenőrizni, de a cél távolságát nem. Ha a Nap az ember iránya előtt vagy mögött van, akkor az úticél távolságát ellenőrizni lehet, de az irányt nem. Chichester úgy tervezte utolsó megközelítését, hogy egy pozícióvonalat követjen közvetlenül a célállomásig. Ez a technika lehetővé tette számára, hogy apró szigeteket találjon a Csendes-óceánon. Ezért az utazásért megkapta a Légipilóták és Légi navigátorok Céhének alakuló Johnston Memorial Trophy-ját. Chichester ekkor döntött úgy, hogy szólóban megkerüli a világot; Japánba jutott, de a csibai Katsuuránál egy felsővezetéknek ütközött, és súlyos sérüléseket szenvedett.
Második világháborús térképészet
Kora és látása miatt nem tudott csatlakozni a Királyi Légierőhöz a második világháború kitörésekor, ezért csak 1941. március 14-én kapott megbízást, amikor csatlakozott a Királyi Légierő önkéntes tartalékához az ellenségeskedés idejére. Polgári foglalkozása léginavigációs szakemberként szerepelt. Első kiküldetése a Légiügyi Minisztériumban a Repülési Tagképzési Igazgatóság Navigációs részlegében volt, ahol 1942 augusztusáig szolgált. 1943 júliusában az Empire Central Flying Schoolba küldték, ahol 1945 szeptemberéig navigációt tanított. Megírta a navigációs kézikönyvet, amely lehetővé tette az egykezes vadászrepülőgépek pilótái számára, hogy a Csendes-óceánon használthoz hasonló térddeszkás navigációval navigáljanak Európa-szerte és vissza.
A háború végén az Egyesült Királyságban maradt. 15.000 fölösleges légügyi minisztériumi térképet vásárolt, kezdetben táblákra ragasztotta, és kirakós játékokat készített belőlük, majd megalapította saját sikeres térképkészítő cégét.
Vitorlázó

Gipsy Moth IV.

1958-ban Chichesternél terminális tüdőrákot diagnosztizáltak. (Ez téves diagnózis lehetett; David Lewis, egy londoni orvos, aki Chichesterrel versenyzett az első egyéni transzatlanti versenyen, felülvizsgálta az esetet, és „tüdőtályognak” nevezte Chichester rendellenességét.) Felesége, Sheila szigorú vegetáriánus étrendre állította (ma már makrobiotikus diétának számít) és rákja remisszióba ment. Chichester ezután a távolsági vitorlázás felé fordult.
1960-ban benevezett és megnyerte az első egykezes transzatlanti versenyt, amelyet 'Blondie' Hasler alapított, a 40 láb magas óceáni yawlban, a Gipsy Moth III-ban. Négy évvel később a második versenyen második lett.
1966. augusztus 27-én Chichester elhajózott Gipsy Moth IV nevű ketchével az Egyesült Királyságból, Plymouthból, és 1967. május 28-án 226 nap vitorlázás után tért vissza oda, miután megkerülte a Földet, egyetlen megállással (Sydneyben). Ezzel ő lett az első ember, aki egyedül képes megkerülni a világot nyugatról keletre a nagy fokokon keresztül. Az út egyben versenyfutás is volt az idővel, mivel Chichester meg akarta dönteni a leggyorsabb teljes legénységgel rendelkező klipperhajóknak a kereskedelmi vitorlázás 19. századi virágkorában tipikus idejét.
Kitüntetések és későbbi élete

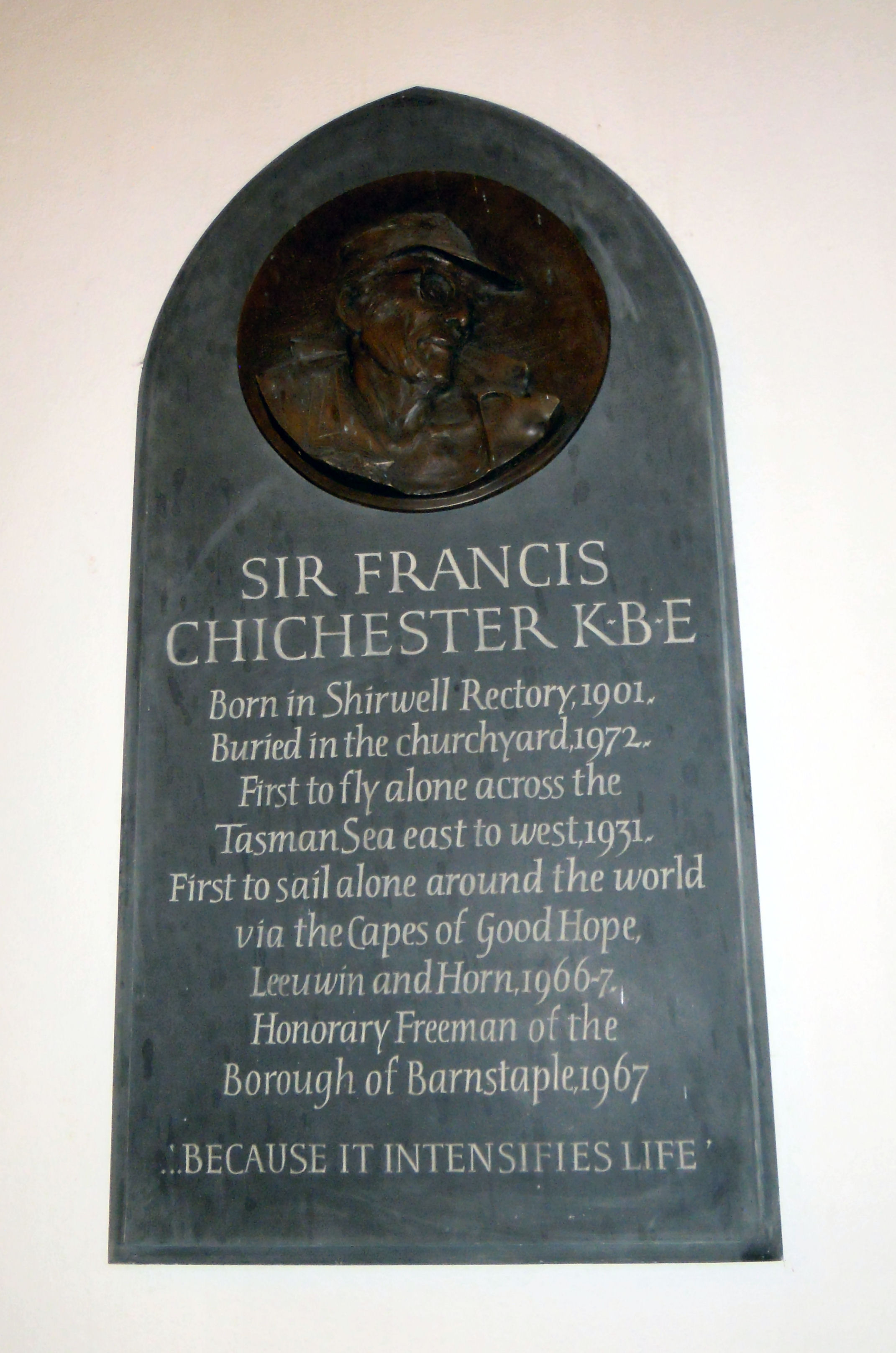
Francis Chichester emlékműve a shirwelli Szent Péter-templomban.

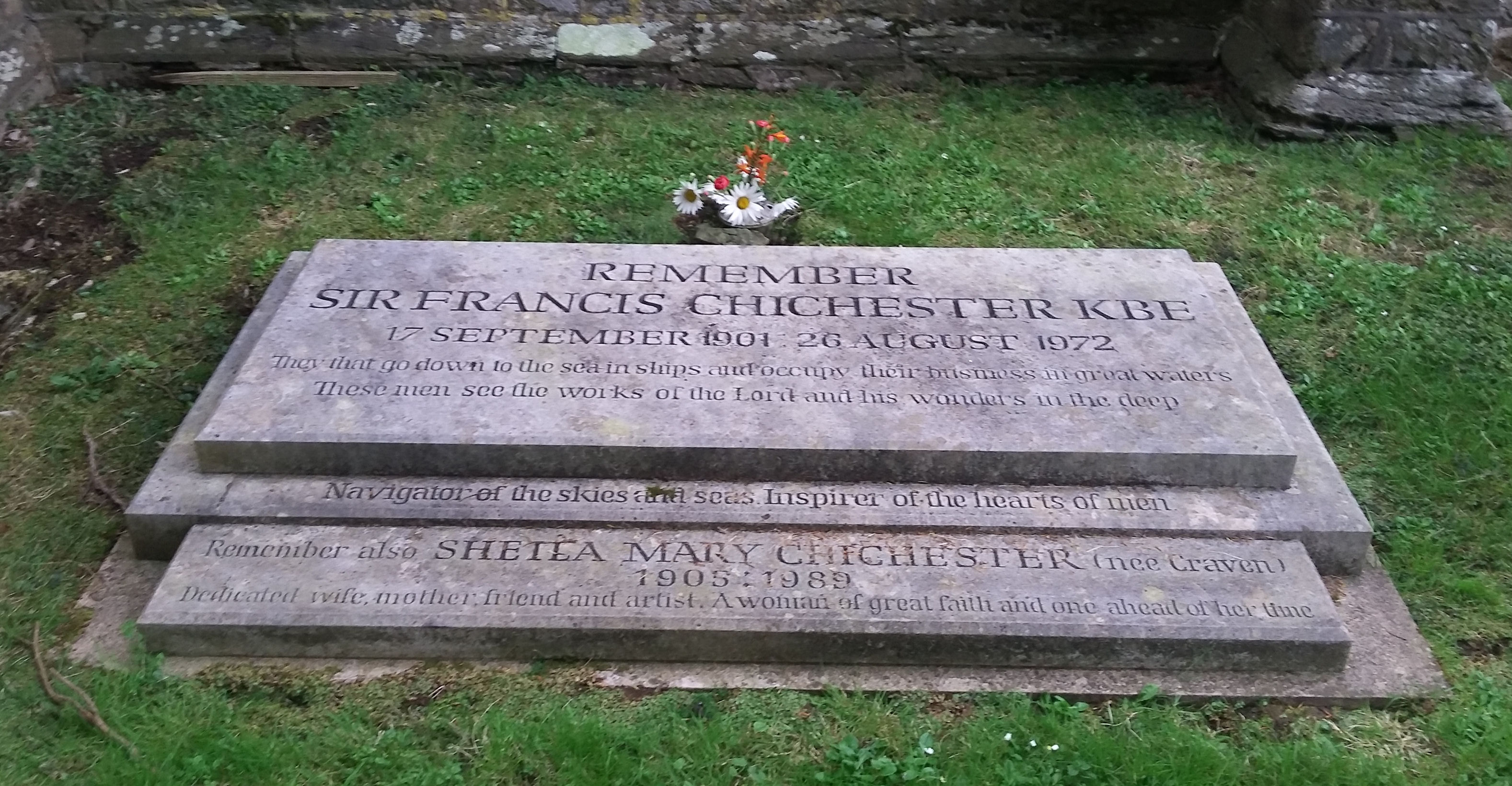
Francis Chichester sírja a devoni Shirwell-i Szent Péter-templom templomkertjében

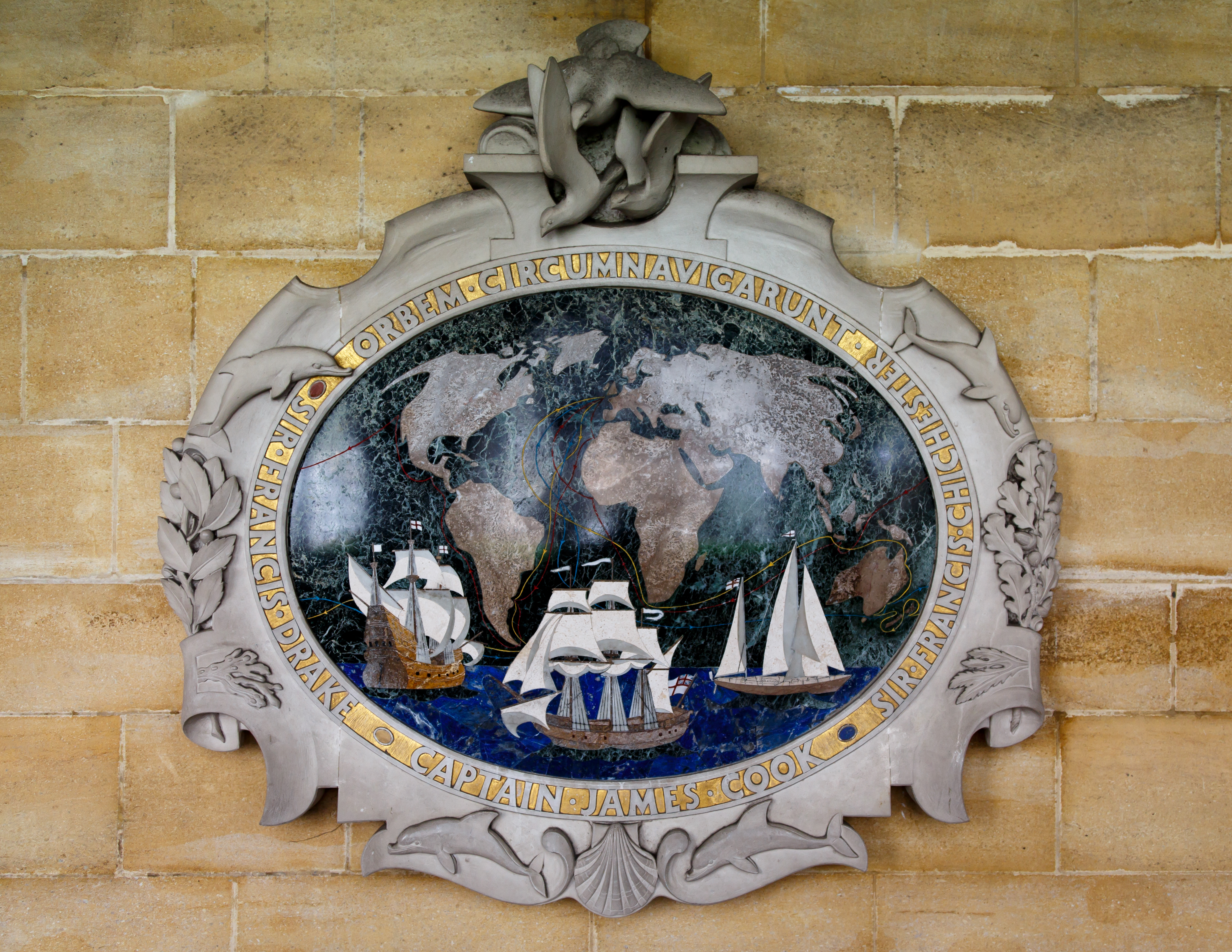
Emléktábla Sir Francis Drake, James Cook kapitány és Sir Francis Chichester emlékére a Westminsteri apátság belsejében.

1961-ben a Királyi Navigációs Intézet Harold Spencer-Jones Aranyéremmel tüntette ki a navigációhoz való hozzájárulása elismeréseként.
1967 júliusában, néhány héttel egyéni körülhajózása után Chichestert lovaggá ütötték, és a Brit Birodalom Lovagrendjének lovagparancsnokává nevezték ki „egyéni teljesítményéért és kitartó erőfeszítéseiért a kishajók navigációjában és tengerészkedésében”. A ceremónián a királynő azt a kardot használta, amelyet elődje, I. Erzsébet királynő használt, hogy lovaggá üsse Sir Francis Drake kalandort, az első angolt, aki legénységével megkerülte a Földet. A Gipsy Moth IV-et a Cutty Sark mellett őrizték meg Greenwichben.
Szintén 1967-ben Sir Francis Chichestert a Middle Temple tiszteletbeli tagjává avatták, miután 1966-7-ben egyedül megkerülte a Földet. A hercegi szobában található alkalmi tábla emlékezik Chichester és a fogadó közötti kapcsolatra, amelyet a hercegi szobában tartanak. A saját hajójának, a Gypsy Moth IV-nek a teakfa előfedélzetéből készült, és a Dél-Atlanti-óceán repülési térképét tartalmazza. A Prince's Roomban látható a jachtjáról származó fedélzeti fedél is.
Chichestert 1967-ben egy újonnan kibocsátott 1/9d (egy shilling és kilenc penny) postabélyeggel is megtisztelték, amelyen a Gipsy Moth IV fedélzetén volt látható. Ez szembement a General Post Office íratlan hagyományával, mivel Chichester nem volt a királyi család tagja, és még élt a bélyeg kibocsátásakor.
1968-ban, amikor Donald Crowhurst megpróbálta megnyerni a Sunday Times Golden Globe Race-et, egy világkörüli versenyt, Chichester volt az, aki elutasította Crowhurst vadul eltúlzott jelentéseit saját előrehaladásáról, amelyek sok lelkes támogatót megtévesztettek.
1970-ben Chichester megpróbált 4000 mérföldet vitorlázni húsz nap alatt a Gipsy Moth V-ben, de egy nappal lemaradt.
Francis Chichester rákban halt meg a devoni Plymouthban, 1972. augusztus 26-án, és ősei templomában, a Barnstaple melletti Shirwell-i Szent Péter templomban temették el. Özvegye 1989-ben halt meg, vele együtt van eltemetve.

## Család
Sir Francis Chichesternek két fia volt, George és Giles. Idősebb fia, George 1968-ban halt meg asztmás rohamban. Kisebbik fia, Giles Chichester hosszú évekig brit politikus volt, valamint Délnyugat-Anglia és Gibraltár konzervatív képviselője az Európai Parlamentben.

## Egyéb posztumusz kitüntetések

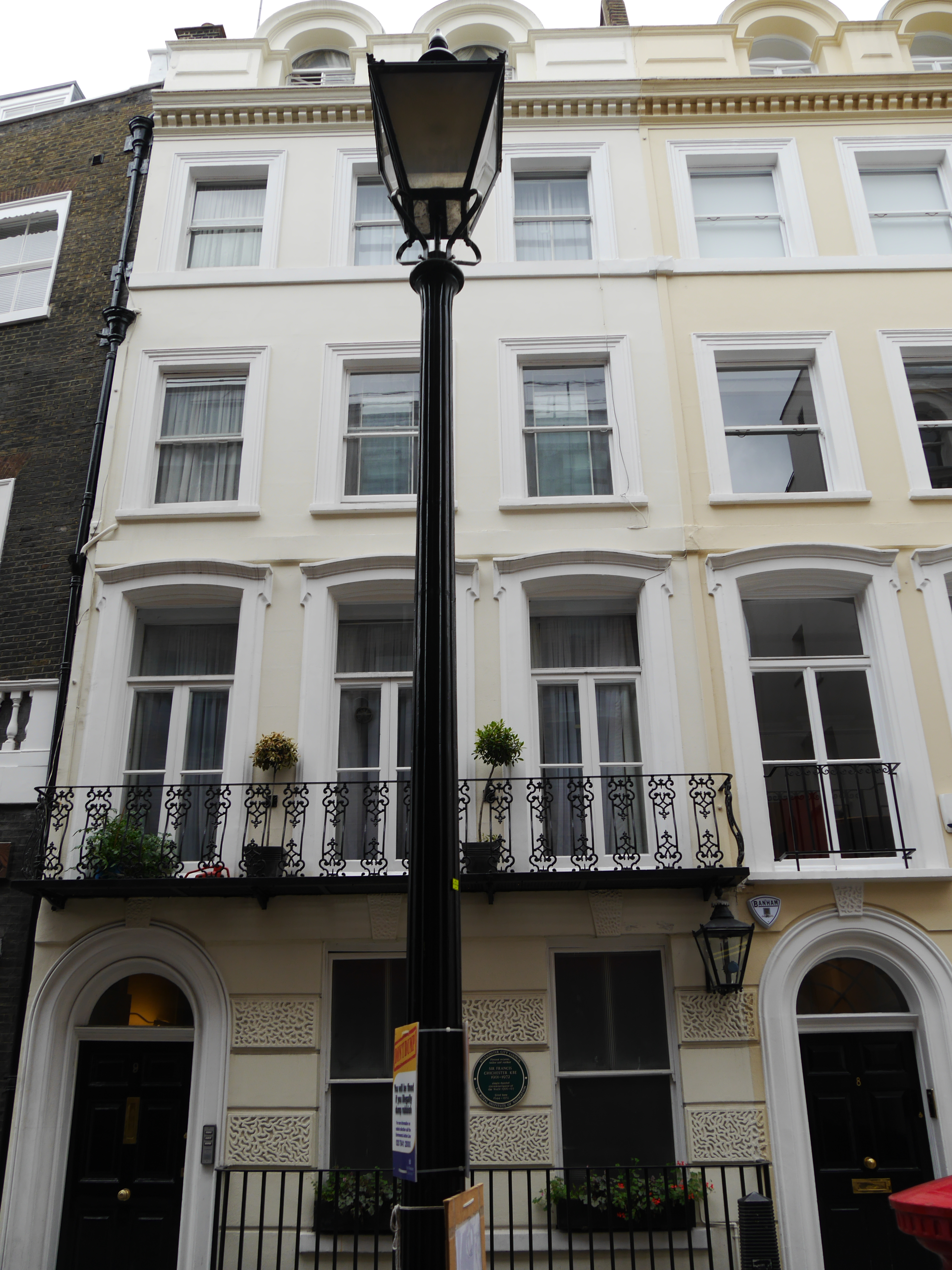
9 St James's Place, London, 2016. szeptember

Norfolk Island 1981-ben bocsátott ki egy bélyeget (2c), amely egy repülőgép, a Chichester's Gipsy Moth Madame Elijah Cascade-öbölben 1931. március 28-án történt első leszállásának emlékére állít emléket. Egy másik bélyeget (14 cent) adott ki Norfolk Island 1974-ben, azon Chichester hidroplánja látható. Az Australia Post 1981-ben kiadott egy Előbélyegzett borítékot a Tasman-repülés emlékére. Nagy-Britannia 2003-ban újabb bélyeget bocsátott ki (47p), amelyen Chichester szerepel. Ezenkívül Palau és Katar is kiadott Chichestert ábrázoló bélyeget.
1993 szeptemberében avatták fel Chichester emléktábláját a St James's Place 9. szám alatti háznál.

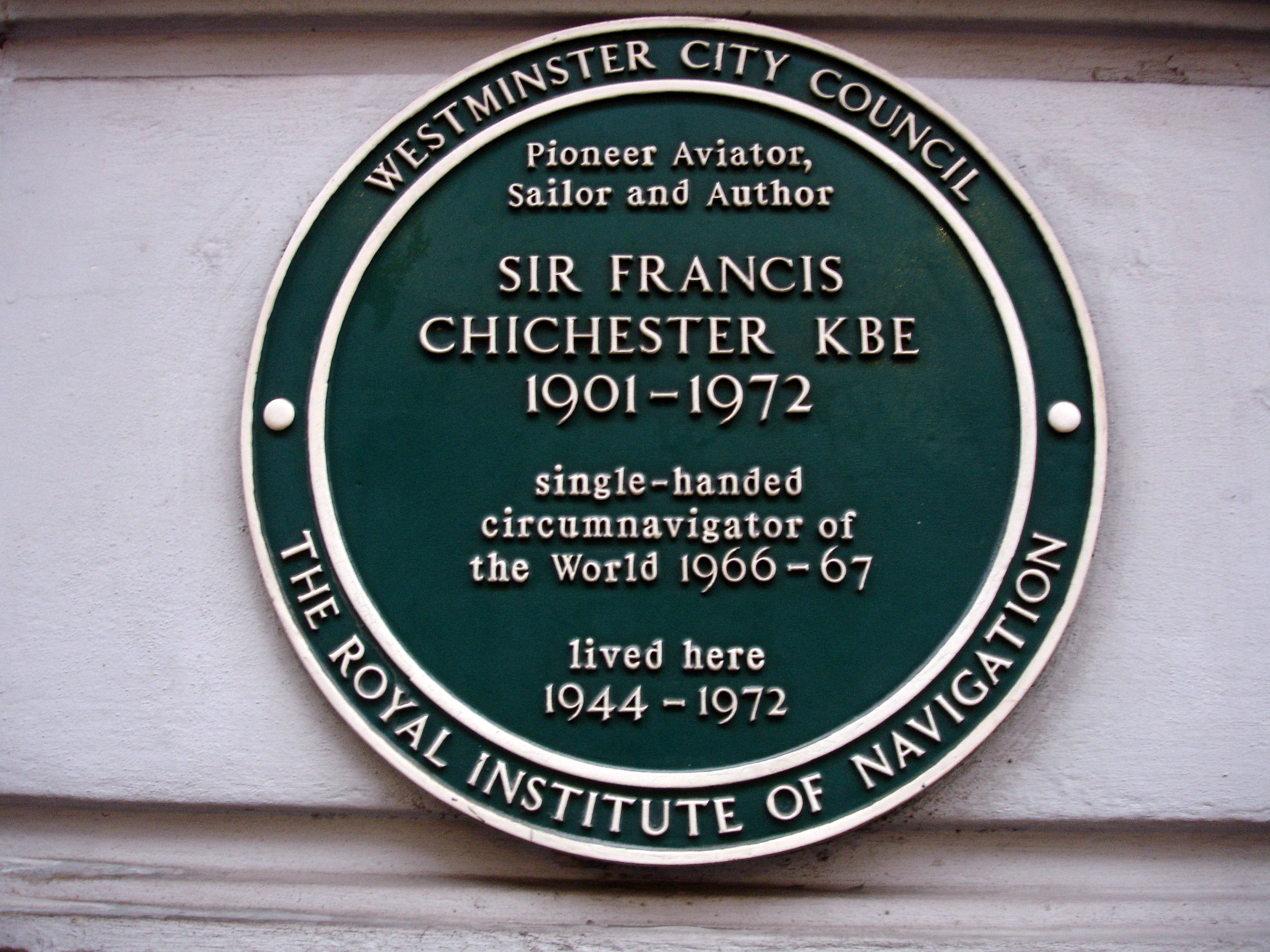
Kék emléktábla a St James's Place 9. szám alatti házon

## Bibliográfia
- Az Observer's Books 3–5. sz. alcímei: Solo to Sydney (1932), Seaplane Solo (1933) and Ride the Wind (1936). Ezek a könyvek az Anglia – Sydney, az Új-Zéland – Ausztrália és a Sydney – Japán járatot fedik le.
- Astro-Navigation Parts I, II, III and IV(1940)
- Dead Reckoning Navigation (WJD Allan és William Alexander társszerzőivel) – Observer's Book[17]
- Maps, Charts and Navigation (Allen és Alexander – Observer's Book ugyanazon társszerzőivel).
- Planisphere of Air Navigation Stars – Observer's Book
- The Spotter's Handbook II. világháborús repülésazonosító.[18]
- Pinpoint the Bomber játék a térképolvasás megtanításához.
- The Star Compass
- The Pocket Plansiphere
- Night and Fire Spotting (1941)
- Star Recognition (1943). A főbb csillagok azonosítása a navigációhoz egy címkézett és egy címkézetlen csillagdiagram segítségével.
- Solo To Sydney (1930) & (1982). Repülés Angliából Sydney-be, Ausztráliába.
- Ride On The Wind (1936) & (1967) Repülés Sydneyből Japánba.
- The Sun Compass[19]
- Alone Across the Atlantic (1961)[20] Vitorlázás az Atlanti-óceánon.
- Atlantic Adventure (1962) Még több atlanti vitorlázás.
- Alone Over the Tasman Sea (1945, 1966) eredetileg "Seaplane Solo" (1933) címmel jelent meg. Repülés Új-Zélandról Ausztráliába Norfolkon és Lord Howe-szigeteken keresztül.
- The Lonely Sea and the Sky (1964) "A magányos víz meg az ég" (1964) Önéletrajz
  - A magányos víz meg az ég. Önéletrajz – Gondolat, Budapest, 1968 · ISSN 0504-2976 · Fordította: Terényi István, Vajda Endre, Vámosi Pál (Világjárók sorozat)
- Along The Clipper Way (1966 & 1967) (vitorlástörténetek antológiája)
- Gipsy Moth Circles the World (1967). Anglia – Sydney – Anglia szóló vitorlás út.
  - Gipsy Moth vitorlással a világ körül – Gondolat, Budapest, 1970 · ISSN 0504-2976 · Fordította: Vámosi Pál (Világjárók sorozat)
- How to Keep Fit (1969) Fitness
- The Romantic Challenge (1971) Vitorlásrekord kísérlete.

## Lásd még
- Donald Crowhurst(wd)

## Fordítás
- Ez a szócikk részben vagy egészben  a   Francis Chichester című angol Wikipédia-szócikk fordításán alapul.  Az eredeti cikk szerkesztőit annak laptörténete sorolja fel. Ez a jelzés csupán a megfogalmazás eredetét és a szerzői jogokat jelzi, nem szolgál a cikkben szereplő információk forrásmegjelöléseként.